# Zygorhynchus psychrophilus
Zygorhynchus psychrophilus är en svampart som beskrevs av Schipper & Hintikka 1969. Zygorhynchus psychrophilus ingår i släktet Zygorhynchus och familjen Mucoraceae.   Inga underarter finns listade i Catalogue of Life.